# 111 (число)
Вижте пояснителната страница за други значения на 111.
111 (сто и единадесет) е естествено, цяло число, следващо 110 и предхождащо 112.
Сто и единадесет с арабски цифри се записва „111“, а с римски цифри – „CXI“. Числото 111 е съставено от три цифри от позиционните бройни системи – 1 (едно).

## Общи сведения
- 111 е нечетно число.
- 111 е атомният номер на елемента рьонтгений.
- 111-ият ден от годината е 21 април.
- 111 е година от Новата ера.